# Chiara Sistermann
Chiara Sistermann (* 26. April 2004) ist eine deutsche Stabhochspringerin.

## Karriere
Sistermann wurde bei den Deutschen U18-Meisterschaften 2020 und bei den U20-Meisterschaften 2021 jeweils Dritte.
2022 wurde sie Deutsche U20-Meisterin in Halle und Freiluft.
Bei den Deutschen Hallenmeisterschaften 2022 in Leipzig wurde sie Dritte. In diesem Jahr wurde sie außerdem U20-Vizeweltmeisterin in Cali.
2023 wurde sie Zweite bei den Deutschen Hallenmeisterschaften in Dortmund sowie bei den Deutschen Meisterschaften in Kassel und siegte bei den Deutschen U20-Meisterschaften in Rostock.